# Cogollos Vega
Cogollos Vega ist ein Dorf und eine Gemeinde in Andalusien, das 14 Kilometer nördlich von Granada in der Provinz Granada liegt.
Erste beweisbare Erwähnungen sind auf das Jahr 1363 zu datieren. 2024 lebten dort 2.084 Menschen, größtenteils spanischer Abstammung, doch es gibt noch einen kleinen Teil der Bevölkerungsgruppe der Gitanos (Zigeuner).
Das Dorf zeichnet sich in erster Linie durch den Olivenanbau aus. Jährlich werden von dort ca. 8 % der spanischen Olivenöl-Produktion geliefert.
In den 1960er Jahren wurde unter Führung von José Martín Martinez eine Gemeinschaft der Landwirte, eine Cooperativa, gegründet. Mit Hilfe der Cooperativa erhält jeder Landwirt auch bei schlechter Ernte einen deutlich höheren Ertrag, da der Gesamtertrag durch alle Mitglieder zu gleichen Anteilen verteilt wird.
Früher führte die Kalifenroute (Ruta del Califato) entlang des Dorfes. Noch heute weisen etliche Schilder darauf hin.
Durch die Nähe der Bergkette Peñon de la Mata zur Sierra Elvira wurden in der Zeit der Mauren mehrere Beobachtungstürme in den Bergen aufgestellt, die noch heute zu sehen sind. Ebenso stammen aus dieser Zeit die Arabischen Bäder.
Darüber hinaus ist es eines der wenigen Dörfer in Andalusien, wo noch unterirdische Tropfsteinhöhlen aufzufinden sind.
Zum Ende des spanischen Bürgerkrieges gegen 1939 verschanzten sich die letzten Anhänger der Monarchie auf dem Peñón de la Mata, einem Teil der Sierra de Nívar, und versuchten die Krone zu verteidigen. Es starben in diesen Tagen über 3000 Soldaten und Zivilisten auf diesem Berg.
Der bekannteste aller Bewohner war um die Jahre 1829–1831 der Schriftsteller Washington Irving. Noch heute kann sein damaliges Domizil bewundert werden.